# Ampedus ochrinulus
Ampedus ochrinulus е вид бръмбар от семейство Полски ковачи (Elateridae). Видът не е застрашен от изчезване.

## Разпространение и местообитание
Разпространен е в Европейска част на Русия и Украйна (Крим).
Обитава гористи местности и долини.